# White Bear Lake (Minnesota)
Pour les articles homonymes, voir White Bear Lake.
White Bear Lake est une ville du Comté de Ramsey et du Comté de Washington dans le Minnesota, située au bord du lac du même nom.

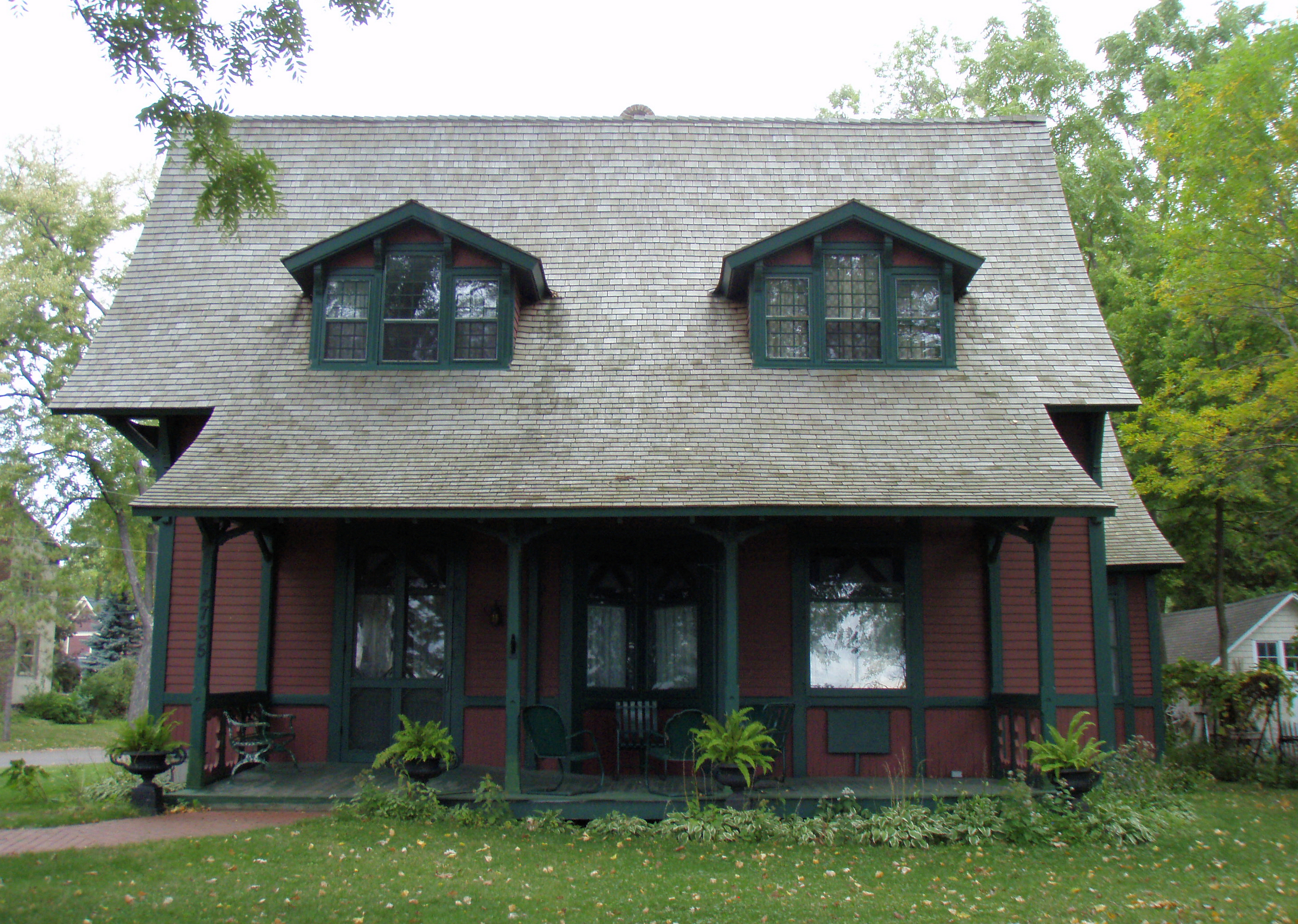
Le Charles P. Noyes Cottage remonte à l'époque où White Bear Lake était une station balnéaire.

La population était de 23 797 habitants en 2010.

## Démographie
| Groupe            | White Bear Lake | Minnesota | États-Unis |
| ----------------- | --------------- | --------- | ---------- |
| Blancs            | 90,1            | 85,3      | 72,4       |
| Asiatiques        | 3,5             | 4,0       | 4,8        |
| Métis             | 2,5             | 2,4       | 2,9        |
| Afro-Américains   | 2,5             | 5,2       | 12,6       |
| Autres            | 1,0             | 2,0       | 6,4        |
| Amérindiens       | 0,4             | 1,1       | 0,9        |
| Total             | 100             | 100       | 100        |
|                   |                 |           |            |
| Latino-Américains | 3,3             | 4,7       | 16,7       |

Selon l'American Community Survey, pour la période 2011-2015, 93,86 % de la population âgée de plus de 5 ans déclare parler anglais à la maison, alors que 1,67 % déclare parler une langue hmong, 0,83 % l'espagnol, 0,57 % une langue africaine, 0,52 % le français et 2,55 % une autre langue.